# 邮递马车
《邮递马车》（Csikós Post）是由德国作曲家赫曼·尼克创作的E小调舞曲。它的名字中，是指匈牙利的骑在马上的牧马人。而“匈牙利邮递员”（Hungarian Post）是一种马戏表演项目；在这个节目中，演员站在并排的两匹马上（两只脚分别踩在两匹马上），同时还通过缰绳驾驭前面的另外三匹马。

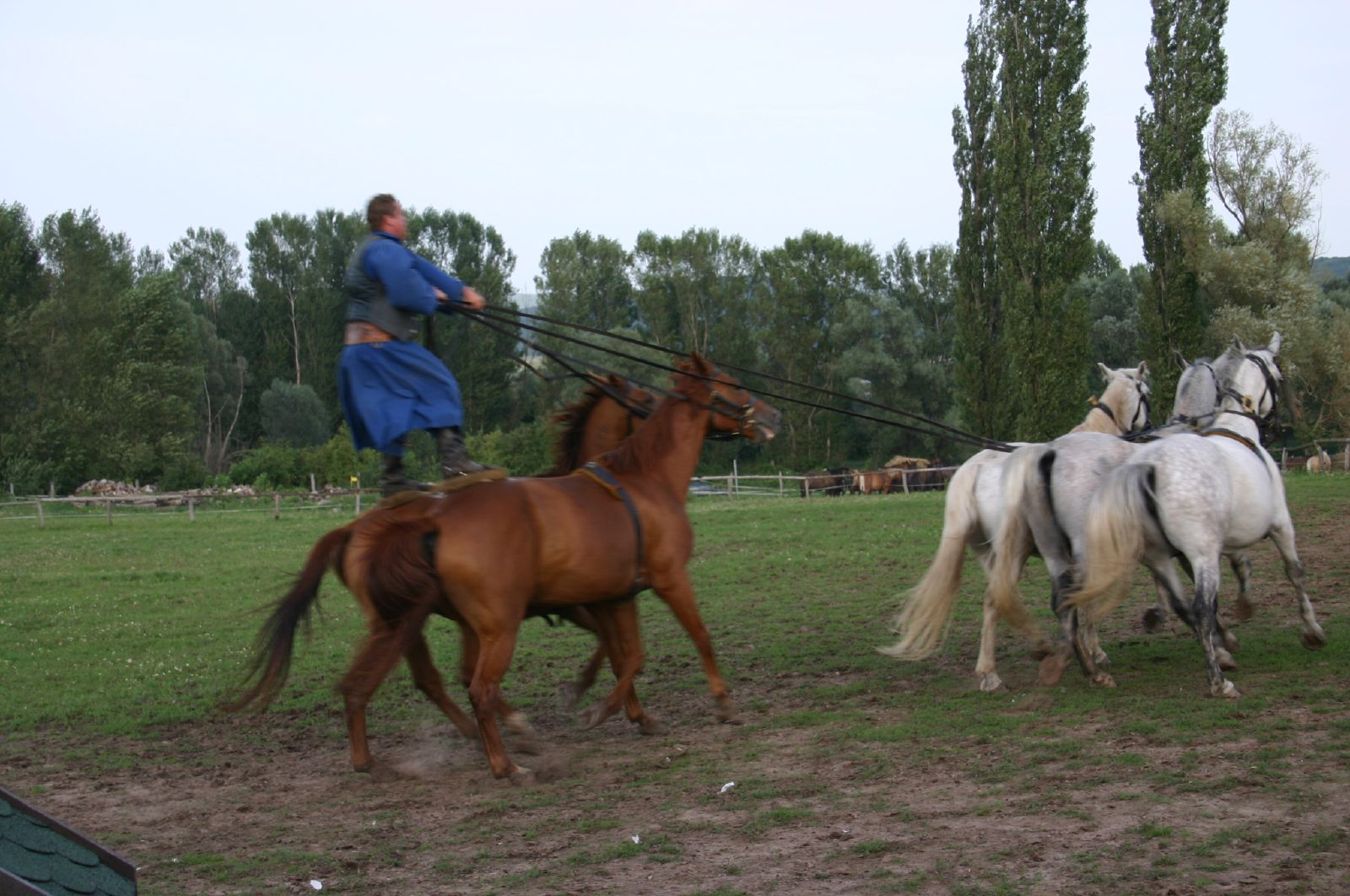
“匈牙利邮递员”的表演

曲中，过渡到C大调之后的旋律是李斯特的《匈牙利狂想曲第2号》中一段旋律的变奏。
这首曲目在电子游戏中得以大量使用，其中包括作为背景音乐出现在《耀西的饼干》在超級任天堂主机上的版本、《马里奥和索尼克在伦敦2012奥运会》、《熱血行進曲》等游戏中，以及作为游戏曲目出现在《流行音乐》、《别踩白块儿》等音乐游戏中。
2001年的香港動畫電影 《麥兜故事》改編該曲並填上廣東話歌詞，命名為《一二三四五六七多勞多得》。